# Amt Achterwehr
Amt Achterwehr er et amt i det nordlige Tyskland, beliggende i Kreis Rendsburg-Eckernförde i delstaten Slesvig-Holsten. Amtet har administration i byen Achterwehr.

## Geografi
Amtet grænser mod nord til Kielerkanalen, mod øst til delstatshovedstaden Kiel, mod syd til amterne Molfsee og Nortorfer Land og mod vest til Amt Eiderkanal.
I amtets område ligger tolv godser, der i historiens løb har været oprindelsen til kommunerne.
Landskabet omkring Westensee hører til det østlige bakkeland. Ud over Westensee, der gennemløbes af Ejderen og er den tredjestørste sø i Slesvig-Holsten ligger i amtet også søerne Ahrensee, Flemhuder See, Poolsee, Bossee og Felder See.
Det højeste punkt er det 88 m høje Tüteberg i kommunen Westensee.

## Kommuner i amtet
1. Achterwehr
2. Bredenbek
3. Felde
4. Krummwisch
5. Melsdorf
6. Ottendorf
7. Quarnbek
8. Westensee

## Historie
Amt Achterwehr bestod oprindeligt af kommunerne Achterwehr, Felde, Melsdorf, Ottendorf og Quarnbek. I 1970 dannede de sammen med kommunerne Bredenbek og Krummwisch fra det tidligere Amt Bovenau og kommunen Westensee fra det tidligere Amt Westensee det nuværende Amt Achterwehr. Amtets areal blev udvidet i 1976 med dele af den tidlige kommune Deutsch-Nienhof, der blev lagt sammen med Westensee.

## Seværdigheder
I kommunen Krummwisch ligger en mere end 200 år gammel, fuldstændig restaureret Ejderkanalsluse. Forgængeren for Kielerkanalen, den gamle Ejderkanal, er mange steder bevaret i den oprindelige løb.